# لسلی گی

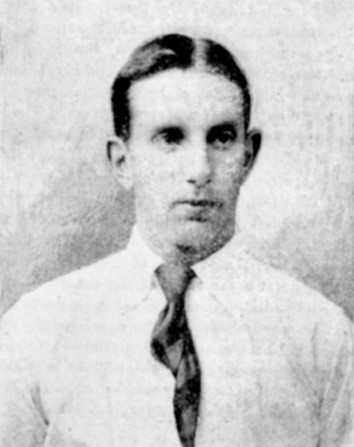
لسلی گِی - ۱۸۹۴

لسلی گِی (به انگلیسی: Leslie Gay) بازیکن فوتبال زادهٔ ۲۴ مارس ۱۸۷۱ اهل کشور انگلستان که سابقهٔ بازی در تیم ملی فوتبال انگلستان را در کارنامهٔ خود دارد. وی در تاریخ ۱ آوریل ۱۸۹۳ نخستین بازی ملی خود را در مقابل تیم ملی فوتبال اسکاتلند انجام داد و با حضور در ۳ بازی ملی، در تاریخ ۷ آوریل ۱۸۹۴ واپسین بازی ملی‌اش را در برابر تیم ملی فوتبال اسکاتلند برگزار کرد.